# Jorge Riechmann
Jorge Riechmann Fernández (Madrid, 24 de marzo de 1962) es un poeta, traductor, ensayista, matemático, filósofo, ecologista y doctor en ciencias políticas español. Como autor de una extensa obra poética, está vinculado con el grupo de poetas de la poesía de la conciencia y de la generación de los ochenta o postnovísimos.

## Biografía
Su abuelo paterno fue un alemán que llegó a España en 1919 y se casó con una andaluza de Ronda. Jorge Riechmann fue un lector precoz y uno de los escolares inducidos a escribir merced a los premios de redacción escolar de Coca-Cola y el Instituto del Libro Español (INLE). Su amigo el poeta y sacerdote José Mascaraque Díaz-Mingo le inclinó definitivamente a la poesía y publicó su primera obra en 1977, en el número 1 de la revista Cuadernos Literarios Síntesis.
Despierta a la vida política en la primera mitad de los años ochenta, con la campaña contra la permanencia de España en la OTAN. Desde entonces permanecerá ligado a los movimientos ecologistas y pacifistas.
Traduce literatura francesa y alemana. En 1985 publicó su primera traducción, también por mediación de Mascaraque, una antología bilingüe de René Char, Solitario y múltiple (Pliegos de Estraza, Madrid, 1985). En el futuro seguirá traduciendo extensamente la poesía de Char. En esos años conoció a Luis Antonio de Villena, quien leyó obra suya inédita y lo incluyó en su antología Postnovísimos de 1986, y a Jesús Munárriz, editor de Hiperión. Por la misma época comenzó a traducir a Heiner Müller, otro autor importante para él. Fue redactor de la revista En pie de paz desde 1987 hasta 1994.
Se licenció en Matemáticas por la Universidad Complutense en 1986. También estudió Filosofía en la UNED (1984-1986) y literatura alemana en la Universidad Wilhelm von Humboldt de Berlín Oriental (1986-1989). Es doctor en Ciencias Políticas por la Universidad Autónoma de Barcelona con una tesis sobre el partido verde alemán. Desde 1990 hasta 2008 perteneció al departamento de Sociología y Metodología de las Ciencias Sociales de la Universidad de Barcelona; desde 1995 fue profesor titular de filosofía moral en la misma.
Entre 1990 y 2003 fue redactor de la revista de ciencias sociales y reflexión política Mientras Tanto. De 1996 a 2008 formó parte del Departamento Confederal de Medio Ambiente del sindicato Comisiones Obreras, como responsable de biotecnologías y agroalimentación. Entre 1998 y 2005 dirigió, junto con José María Parreño, la colección de poesía Hoja por ojo en la editorial valenciana Germanía. 
Entre 2001 y 2008 fue investigador en cuestiones medioambientales del Instituto Sindical de Trabajo, Ambiente y Salud (ISTAS) de Comisiones Obreras. También fue miembro del Consejo de Greenpeace de España entre 2002 y 2006. En el curso 2008-2009 fue profesor invitado en la Facultad de Ciencias Políticas y Sociología de la Universidad Complutense de Madrid (UCM). En 2009 se incorporó al Departamento de Filosofía de la Universidad Autónoma de Madrid (UAM) como profesor titular de filosofía moral.
Milita en Ecologistas en Acción y en Izquierda Anticapitalista, y es miembro de la Sociedad Española de Agricultura Ecológica. En febrero de 2015 fue elegido miembro del Consejo Ciudadano de Podemos en la Comunidad de Madrid.
El 7 de octubre de 2019, en una protesta ecologista conjunta de Extinction Rebellion y 2020 Rebelión por el Clima, fue detenido al bloquear el puente de Nuevos Ministerios de Madrid. Se enfrenta a 21 meses de cárcel por arrojar pintura biodegradable en una protesta frente al Congreso de los Diputados en 2022.

## Estilo literario
La obra poética de Jorge Riechmann se enclava dentro de la poesía social dentro de las grandes líneas de expresión de la poesía española contemporánea más reciente y sarcástica, y su estética, comprometida, recibe algún influjo del expresionismo. En cuanto a su estética, Riechmann exige para la poesía una función correctora y "de resistencia" ante el espectáculo inmoral de nuestro tiempo, una poesía que afirme y no se deje ganar por el pesimismo.

## Premios y reconocimientos
Ha obtenido premios de poesía como los siguientes: Premio Hiperión (1987) por Cántico de la erosión (ex aequo con Miguel Casado) , "Feria del Libro de Madrid-Parque del Buen Retiro" (1993), nacional "Villafranca del Bierzo" (1996), Premio Jaén (1997), Internacional Gabriel Celaya (2000), Stendhal de traducción (2000), Ciudad de Mérida (2008), entre otros.

## Obras

### Poesía
- Cántico de la erosión. Hiperión. 1987. ISBN 978-84-7517-210-1.
- Cuaderno de Berlín. Hiperión. 1989. ISBN 978-84-7517-277-4.
- Material móvil, precedido de 27 maneras de responder a un golpe. Libertarias Ediciones. 1993.
- El corte bajo la piel. Bitácora. 1994. ISBN 978-84-465-0041-4.
- Baila con un extranjero. Hiperión. 1993. ISBN 978-84-7517-400-6.
- Donde es posible la vida (Cuadernos Hispanoamericanos 536, febrero de 1995).
- Amarte sin regreso (poesía amorosa 1981-1994). Hiperión. 1995. ISBN 978-84-7517-455-6.
- La lengua de la muerte (col. Calle del Agua, Villafranca del Bierzo 1997).
- El día que dejé de leer El País (Hiperión, Madrid 1997).
- Muro con inscripciones (DVD, Barcelona 2000).
- Trabajo temporal (Lf ediciones, Béjar –Salamanca- 2000).
- La estación vacía (Germanía, Alzira –Valencia— 2000).
- Desandar lo andado (Hiperión, Madrid 2001).
- Poema de uno que pasa (Fundación Jorge Guillén, Valladolid 2003)
- Un zumbido cercano (Calambur, Madrid, 2003)
- Ahí (arte breve), seguido por De ahí que (Lumen, Barcelona, 2004).
- Anciano ya y nonato todavía (Ediciones El Baile del Sol, 2004).
- Ahí te quiero ver (Icaria, 2005).
- Poesía desabrigada (Ediciones Idea, 2006).
- Con los ojos abiertos (antología de “ecopoemas” 1985-2006) (Baile del Sol, Tegueste –Tenerife— 2007).
- Tránsitos (antología poética 1981-2006) (Crecida, Ayamonte –Huelva— 2007).
- Conversaciones entre alquimistas (Tusquets, 2007).
- Cómo se arriman las salamanquesas (Centro Cultural Generación del 27, Málaga, 2007)
- Rengo Wrongo (DVD, Barcelona 2008)
- Puente de hielo (Eclipsados/Librería Cálamo, Zaragoza 2008).
- Las artes de lo imposible (Editorial Azotes Caligráficos, 2010). Edición manuscrita con una serie de fotografías del propio autor titulada Las ruinas vivas.
- Pablo Neruda y una familia de lobos (Creática Eds., Santander 2010).
- Futuralgia (poesía reunida 1979-2000) (Calambur, Madrid 2011).
- Poemas lisiados (La Oveja Roja, Madrid 2011).
- Entreser (Poesía reunida 1993-2007; Monte Ávila, Caracas 2013).
- El común de los mortales (Tusquets, 2011).
- Poemas lisiados (La Oveja Roja, Madrid 2012).
- Fracasar mejor (fragmentos, interrogantes, notas, protopoemas y reflexiones) (Olifante, 2013)
- Historias del señor W. (Eds. de la Baragaña, Palma de Mallorca 2014).
- Versoñetas (con dibujos de Rubén Uceda; Libros en Acción, Madrid 2014).
- Himnos craquelados (Calambur, Barcelona 2015).
- Ars nesciendi (Amargord, Madrid 2018)
- Grafitis para neandertales (Eolas, 2019).
- Enkráteia –mudanza del isonauta (Tusquets, Barcelona 2020).
- Entreser (segunda edición ampliada; poesía reunida 1993-2016; Calambur, Valencia 2021).
- Z (Huerga y fierro editores, 2021).
- W (Gato Encerrado, Toledo 2022).
- En el fondo del valle ha muerto Jorge Riechmann (Baile del Sol, Tegueste 2022).
- El empeño del manantial (antología preparada por Alberto García Teresa), Lastura, Madrid 2022).
- Dheghom, dentro del volumen Doce líricas para un nuevo mundo (Fundación Santander, Madrid 2022).

### Traducciones
- René Char, La palabra en archipiélago (Hiperión, Madrid 1986).
- Henri Michaux, Adversidades, exorcismos (Ediciones Cátedra, Madrid 1988).
- Heinrich von Kleist, Sobre el teatro de marionetas y otros ensayos de arte y filosofía (Hiperión, Madrid 1989).
- Heiner Müller, Camino de Wolokolamsk / La misión (Publicaciones de la Asociación de Directores de Escena, Madrid 1989).
- Heiner Müller, Teatro escogido (Editorial Primer Acto, Madrid 1990).
- Heiner Müller / Christoph Hein / Volker Braun / Peter Hacks, Teatro contemporáneo de la República Democrática Alemana (Ediciones Vosa, Madrid 1990).
- Christoph Hein, El final de Horn (Alfaguara, Madrid 1990).
- René Char, Antología esencial (Pamiela, Pamplona 1992).
- René Char, El desnudo perdido (Hiperión, Madrid 1995).
- Heiner Müller: Germania. Muerte en Berlín y otros textos (Hiru, Fuenterrabía 1996).
- René Char, Indagación de la base y de la cima (Árdora, Madrid 1999). Premio Stendhal de traducción.
- Aldo Leopold, Una ética de la tierra (Los Libros de la Catarata, Madrid, 1999), Traducido junto a Isabel Lucio-Villegas. Edición de Jorge Riechamnn.
- René Char, Furor y misterio (Visor, Madrid 2002).
- René Char, Poesía esencial (Galaxia Gutenberg, Barcelona, 2005).
- René Char, Cantos de La Balandrane (Icaria, 2011).

### Ensayos
- Exploración del archipiélago. Un acercamiento a René Char (Hiperión, Madrid 1986).
- Poesía practicable (Hiperión, Madrid 1990)
- Canciones allende lo humano (Hiperión 1998)
- Una morada en el aire (2003).
- Resistencia de materiales. Ensayos sobre el mundo y la poesía y el mundo (Montesinos).
- ¿Problemas con los frenos de emergencia? Movimientos ecologistas y partidos verdes en Alemania, Holanda y Francia (Editorial Revolución, Madrid 1991).
- Los Verdes alemanes: historia y análisis de un experimento ecopacifista a finales del siglo XX (Comares, Granada 1994).
- Cultivos y alimentos transgénicos: una guía crítica (Los Libros de la Catarata, Madrid 2000).
- Un mundo vulnerable. Ensayos sobre ecología, ética y tecnociencia (Los Libros de la Catarata, Madrid 2000).
- Argumentos recombinantes. Sobre cultivos y alimentos transgénicos (Los Libros de la Catarata, Madrid 1999).
- Todo tiene un límite. Ecología y transformación social (Debate, Madrid 2001).
- Qué son los alimentos transgénicos (Integral/ RBA, Barcelona 2002).
- Transgénicos: el haz y el envés. Una perspectiva crítica (Catarata, Madrid, 2004).
- Gente que no quiere viajar a Marte. Ensayos sobre ecología, ética y autolimitación (Catarata, Madrid, 2004).
- Entre la cantera y el jardín (La Oveja Roja, Madrid 2010).
- Redes que dan libertad. Introducción a los nuevos movimientos sociales (Paidós, Barcelona 1994). En colaboración con Francisco Fernández Buey.
- De la economía a la ecología (Trotta, Madrid 1995). En colaboración con José Manuel Naredo, Antonio Estevan y otros.
- Animales y ciudadanos. Indagación sobre el lugar de los animales en la moral y el derecho de las sociedades industrializadas (Talasa, Madrid 1995). En colaboración con Jesús Mosterín.
- Ni tribunos. Ideas y materiales para un programa ecosocialista (siglo XXI, Madrid 1996). En colaboración con Francisco Fernández Buey.
- Quien parte y reparte... El debate sobre la reducción del tiempo de trabajo (Icaria, Barcelona 1997). En colaboración con Albert Recio.
- Genes en el laboratorio y en la fábrica (Trotta, Madrid 1998). En colaboración con Alicia Durán y otros.
- Necesitar, desear, vivir. Sobre necesidades, desarrollo humano, crecimiento económico y sustentabilidad (Los Libros de la Catarata, Madrid 1998). En colaboración con José Manuel Naredo, Joaquim Sempere y otros.
- Trabajar sin destruir. Trabajadores, sindicatos y ecología (Eds. HOAC, Madrid 1998). En colaboración con Francisco Fernández Buey y otros.
- Sociología y medio ambiente (Síntesis, Madrid 2000). En colaboración con Joaquim Sempere.
- El principio de precaución (Icaria, Barcelona 2002). En colaboración con Joel Tiuckner y otros.
- Todos los animales somos hermanos. Ensayos sobre el lugar de los animales en las sociedades industrializadas (Ed. Universidad de Granada, 2003).
- Comerse el Mundo: sobre ecología, ética y dieta (Colección Traslibros, Málaga 2005).
- Biomímesis. Ensayos sobre imitación de la naturaleza, ecosocialismo y autocontención (Los Libros de la Catarata, Madrid 2006).
- Perdurar en un planeta habitable (Icaria, Barcelona 2006). En colaboración con Ernest Garcia, Francisco Fernández Buey y otros.
- Vivir (bien) con menos (Icaria, Barcelona 2007). En colaboración con Manfred Linz y Joaquim Sempere.
- Razonar y actuar en defensa de los animales (Los Libros de la Catarata, Madrid 2008). En colaboración con Marta Tafalla, Asunción Herrera, Lynda Birke y otros.
- ¿En qué estamos fallando? Cambio social para ecologizar el mundo (Icaria, Barcelona 2008). En colaboración con Ernest Garcia, Federico Aguilera Klink, Fernando Arribas y otros.
- La habitación de Pascal. Ensayos para fundamentar éticas de suficiencia y políticas de autocontención (Los Libros de la Catarata, Madrid 2009).
- Economía ecológica: reflexiones y perspectivas (Círculo de Bellas Artes/CIP Ecosocial, Madrid 2009). En colaboración con Santiago Álvarez Cantalapiedra, Óscar Carpintero, Federico Aguilera Klink y otros.
- Nanomundos, multiconflictos (Icaria, Barcelona 2009). En colaboración con José Manuel de Cózar, Paulo Martins y otros.
- Claves del ecologismo social (Libros en Acción, Madrid 2009). En colaboración con Carlos Taibo, Ramón Fernández Durán, Alicia Puleo y otros.
- Entre la cantera y el jardín (La Oveja Roja, Torrejón de Ardoz –Madrid— 2010).
- ¿Cómo vivir? Acerca de la vida buena (Los Libros de la Catarata, Madrid 2011).
- Tiempo para la vida. La crisis ecológica en su dimensión temporal (Taller de Edición Rocca, Bogotá –Colombia— 2011).
- Meter al dinero en cintura. Propuesta de una moneda internacional basada en materias primas (en colaboración con José Manuel Naredo, Óscar Anchorena, Carmen Madorrán y otros; Icaria, Barcelona 2012).
- El socialismo puede llegar sólo en bicicleta (Los Libros de la Catarata, Madrid 2012).
- Interdependientes y ecodependientes (Proteus, Barcelona 2012).
- Qué hacemos frente a la crisis ecológica (en colaboración con Luis González Reyes, Yayo Herrero y Carmen Madorrán) (Akal, Madrid 2012).
- ¡Peligro! Hombres trabajando. El trabajo en la era de la crisis ecológico-social (en colaboración con Carmen Madorrán y María Echavarría) (Los Libros de la Catarata, Madrid 2013).
- El siglo de la Gran Prueba (Baile del Sol, Tegueste –Tenerife– 2013).
- Tratar de comprender, ensayos reunidos (IAEN, Quito –Ecuador— 2013).
- Un buen encaje en los ecosistemas (2ª edición actualizada de Biomímesis; Los Libros de la Catarata, Madrid 2014).
- Moderar Extremistán. Sobre el futuro del capitalismo en la crisis civilizatoria (Díaz & Pons, Madrid 2014).
- Los inciertos pasos desde aquí hasta allá: alternativas socioecológicas y transiciones poscapitalistas (junto con Alberto Matarán, Óscar Carpintero y otros; Universidad de Granada/ CICODE, Granada 2014).
- Tratar de comprender. Ensayos escogidos sobre sustentabilidad y ecosocialismo en el Siglo de la Gran Prueba (con prólogo de Eduardo Rincón, y anexos de Renán Vega, Ricardo Castaño y Eduardo Rincón; Editorial UD -Universidad Distrital Francisco José de Caldas-, Bogotá 2014).
- Ahí es nada. Nuevos ensayos sobre el mundo y la poesía y el mundo (El Gallo de Oro, Bilbao 2014).
- Autoconstrucción. Ensayos sobre las transformaciones culturales que necesitamos (Los Libros de la Catarata, Madrid 2015).
- ¿Es todavía posible la sustentabilidad? (Vol. XVI de las Actas del I Congreso internacional de la Red española de Filosofía: Los retos de la Filosofía en el siglo XXI) (junto con Fernando Arribas, Emilio Santiago Muíño, Cristina de Benito, Carmen Madorrán y otros; Publicaciones de la Universidad de Valencia, Valencia 2015).
- Peces fuera del agua (Baile del Sol, Tegueste –Tenerife— 2016).
- ¿Derrotó el smartphone al movimiento ecologista? (Catarata, Madrid 2016).
- Ética extramuros (2ª edición revisada y ampliada de Interdependientes y ecodependientes; UAM ediciones, Madrid 2016).
- En defensa de los animales (antología) (Los Libros de la Catarata, Madrid 2017).
- Disparos con parábola (Plaza y Valdés,  Madrid 2017).
- ¿Vivir como buenos huérfanos? Ensayos sobre el sentido de la vida en el Siglo de la Gran Prueba (Los libros de la catarata, Madrid 2017).
- Petróleo (junto con Emilio Santiago Muíño y Yayo Herrero) (Arcadia/ MACBA, Barcelona 2018).
- Ecosocialismo descalzo. Tentativas (junto con Adrián Almazán, Carmen Madorrán y Emilio Santiago Muíño; Icaria, Barcelona 2018).
- Mater Celeritas. Materiales (biofísicos, políticos y poéticos) para una cronología de la aceleración (con José Luis Gallero) (Corazones Blindados / CEdCS (Centro Europeo para la difusión de las Ciencias Sociales)/ GALSEN R.P.M./ LA CARBONERÍA, Granada 2018).
- Para evitar la barbarie: trayectorias de transición ecosocial y de colapso (junto con Alberto Matarán, Óscar Carpintero y otros; Universidad de Granada/ CICODE, Granada 2018).
- Un lugar que pueda habitar la abeja. Entrevistas con Jorge Riechmann (Ed. de Alberto García Teresa) (La Oveja Roja, 2018).
- Otro fin del mundo es posible, decían los compañeros (MRA Ediciones, 2019).
- Contra la “doctrina del shock” digital (junto con Adrián Almazán y otros; Centro de Documentación Crítica, vol. 18 de la colección Contratiempos, Leganés 2020).
- Informe a la subcomisión de Cuaternario. Trabajos hacia una bioética como si la vida importase, tratando de contribuir a una nueva cultura de la Tierra que la llame por su nombre: Gaia (Árdora, Madrid 2021).
- Simbioética. Homo sapiens en el entramado de la vida (Plaza y Valdes, 2022).
- Manifiesto ecosocialista (segunda edición) (editor junto con Irene Gómez-Olano y Amanda Subiela Mathiesen; Catarata, Madrid 2022).
- Bioeconomía para el siglo XXI. Actualidad de Nicholas Georgescu-Roegen (editor junto con José Manuel Naredo y Luis Arenas; Catarata, Madrid 2022).
- Bailar encadenados. Pequeña filosofía de la libertad (y sobre los conflictos en el ejercicio de las libertades en tiempos de restricciones ecológicas) (Icaria, 2023).
- Ecologismo: pasado y presente (Catarata, 2024).
- Fracasar mejor (segunda edición revisada y ampliada; Kaótica, Madrid 2024).
- Otras sendas. Ideas para un programa ecosocialista (Sylone, Barcelona 2024).
- Ecoespiritualidad para laicos: cuaderno de apuntes (El Desvelo, Santander 2024)
- Reverencia por la vida. Las ecoéticas “profundas” de Albert Schweitzer (1875-1965) y Fritz Jahr (1895-1953) (Prensas Universitarias de Zaragoza, 2025)